# Wyskór złocisty
Wyskór złocisty (Potamanthus luteus) – gatunek owada z rodziny wyskórowatych (Potamanthidae) z rzędu jętek (Ephemeroptera). Występują w niemal całej Europie i w znacznej części strefy umiarkowanej Azji, jednak w ostatnim czasie wzrost zanieczyszczeń spowodował znaczny spadek lokalnych populacji

## Morfologia
Imago
Ciało wyskóra ma charakterystyczny, złoty kolor od którego wzięła się jego polska nazwa. Długość ciała wynosi ok. 13 mm (bez długich, cienkich cerci), długość przedniego skrzydła sięga zazwyczaj 14 mm. Samice są nieco większe od samców, ale są jaśniejsze i mają mniejsze, brązowe oczy. Oczy samców są duże i zielone. Przednia para skrzydeł jest czterokrotnie większa od drugiej. Subimago różnią się od form w pełni dojrzałych głównie ciemnymi skrzydłami. Aparat gębowy jest zredukowany gdyż imago nie odżywia się.
Nimfy (larwy)
Żyjące w wodzie larwy (nimfy) osiągają długość 14-18 mm. Na odwłoku mają wyraźnie orzęsione wyrostki skrzelowe.

## Cykl życiowy
Nimfy żyją 1-3 lata na dnie czystych wód płynących, preferują większe, niezbyt wartkie rzeki. Nimfy odżywiają się głównie glonami. Ponieważ słabo pływają, żyją przytwierdzone do dużych kamieni lub pod nimi. Ostatnie stadium nimfy wychodzi ponad wodę i przyczepiwszy się do rośliny przeobraża się w subimago, a dopiero później w dojrzałe płciowo osobniki (prometabolia). Imago pojawiają się w dużych ilościach nad brzegami rzek od czerwca do sierpnia. Latają głównie po zmierzchu dzień spędzając na roślinach nadbrzeżnych.